# Bodyboarding

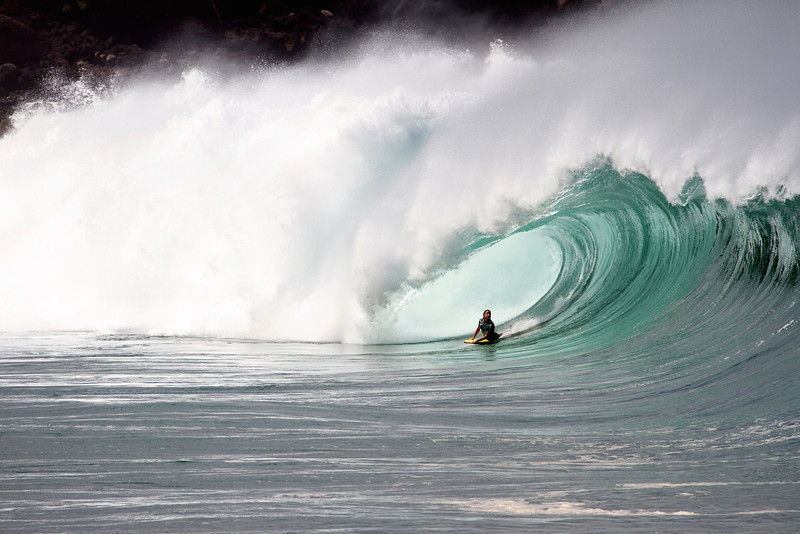
David "Dubb" Hubbard en Waimea.

El bodyboard es una actividad de carácter acuático, pero se hace tumbado boca abajo sobre la tabla. La idea de la tabla especialmente adaptada para ello fue ideada por Tom Morey en 1971.
La tabla se usa con el tren superior del cuerpo. Se apoya el torso dejando espacio para mover los brazos y piernas y así nadar con las aletas. Con el bodyboard se hacen acrobacias que necesitan cierta forma física y agilidad, pero también, lo puede practicar cualquier persona de cualquier edad, desde niños a ancianos. 
Su tamaño puede variar en función de la altura y peso del rider. Hay tres estilos o maneras de deslizarse sobre la tabla: tumbado (prone), con una pierna arrodillada (dropknee) y de pie (stand-up). De estas tres modalidades la primera es la más extendida y la que caracteriza a dicha actividad.

## Equipamiento

### Bodyboard
El elemento principal de este deporte es la tabla de bodyboard, la mayor cantidad del cuerpo de la tabla está constituida por polipropileno (PP), polietileno (PE) o (NRG) polipropileno de baja densidad, la cual puede llevar dentro una, dos o tres barras llamadas "stringer" que contribuyen a la rigidez de la tabla. Esta barra está comúnmente formada por fibras de carbono de forma tubular aireada (que contribuye a la amortiguación, e integridad estructural interna de la tabla). Hoy día existe un sistema innovador llamado ISS (Intercambiable Stringer System), que permite intercambiar el stringer interior a conveniencia del rider, para regular la flexibilidad o rigidez que se prefiera.
Dependiendo del tamaño, diseño y composición, estas tablas tienen la capacidad de soportar fuertes cargas de presión, fuerza ejercida y gracias a microestructuras tubulares huecas protegidas por la fibra de carbono y el polietileno, los únicos daños físicos que les afectan son los cortes con objetos punzantes, y fractura total, dándose solo en casos de un impacto donde se apliquen fuerzas extremadamente altas.
La medida más común asociada a las tablas de bodyboard es la pulgada, siendo 1 pulgada = 2,54 cm. 

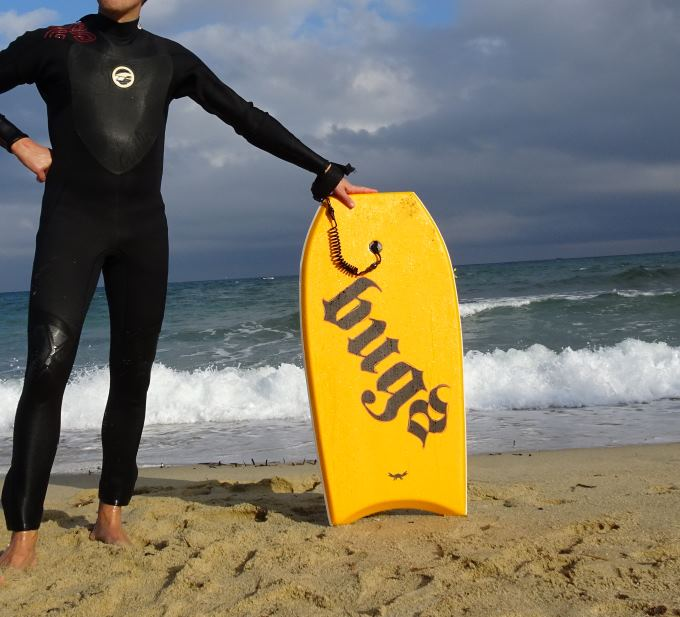
Tabla de bodyboard con crescent tail.

Las partes del bodyboard: "nose" (parte de arriba), "tail" (parte de abajo o cola), "cantos o rails" (extremos derecho e izquierdo), "deck" (lámina superior), "slick" (fibra o plancha situada en la parte inferior de ella), "nose bulbs" (situados en la parte delantera en los extremos derecho e izquierdo), "canales o channels" (a cada lado de la parte inferior del slick, sirven para estabilizarse y agarrarse mejor en la ola). Existen diferentes tipos de tail, el más común sería el "crescent tail" con forma de media luna, y también se utiliza el "bat tail", con forma de alas de murciélago.

### Aletas
Indumentaria indispensable para la correcta práctica de este deporte, ya que aparte de impulsar a la hora de remar y coger una ola, sirven de timón una vez te deslizas por la pared de la ola, tanto para dirigir, frenar o remaniobrar un truco realizado. Sus formas son muy variables, dependiendo de si se busca reactividad o progresividad.

### Leash (invento o amarradera)
Es el elemento de seguridad que te une a la tabla. Habitualmente se coloca en el bíceps, pero también cabe la posibilidad de colocarlo en la muñeca.

## Estilos

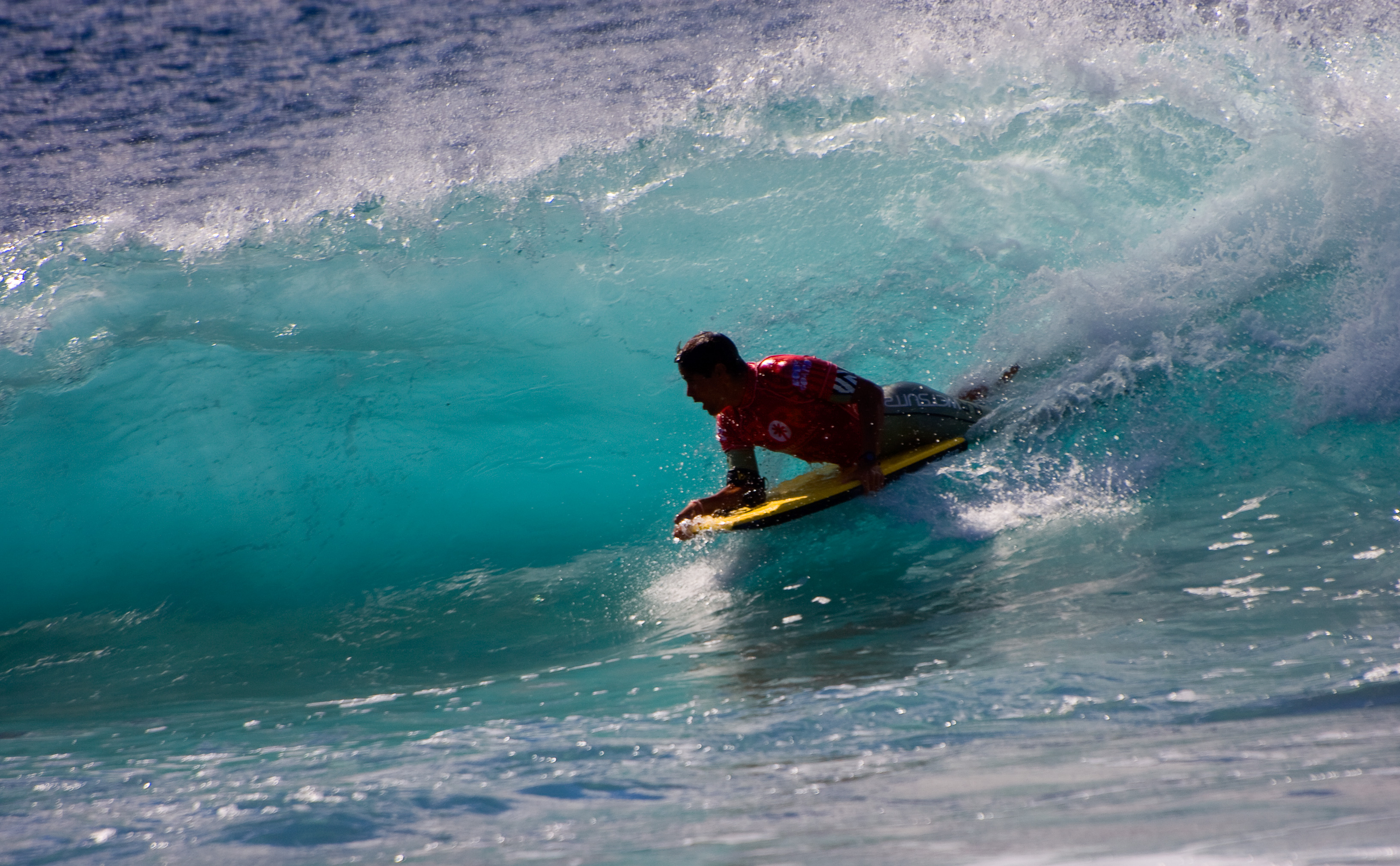
Prone

Las tablas se adaptan a las necesidades y preferencias específicas del rider. Son tres las formas básicas de deslizarse en el bodyboard: prone, dropknee y stand-up.

### Prone

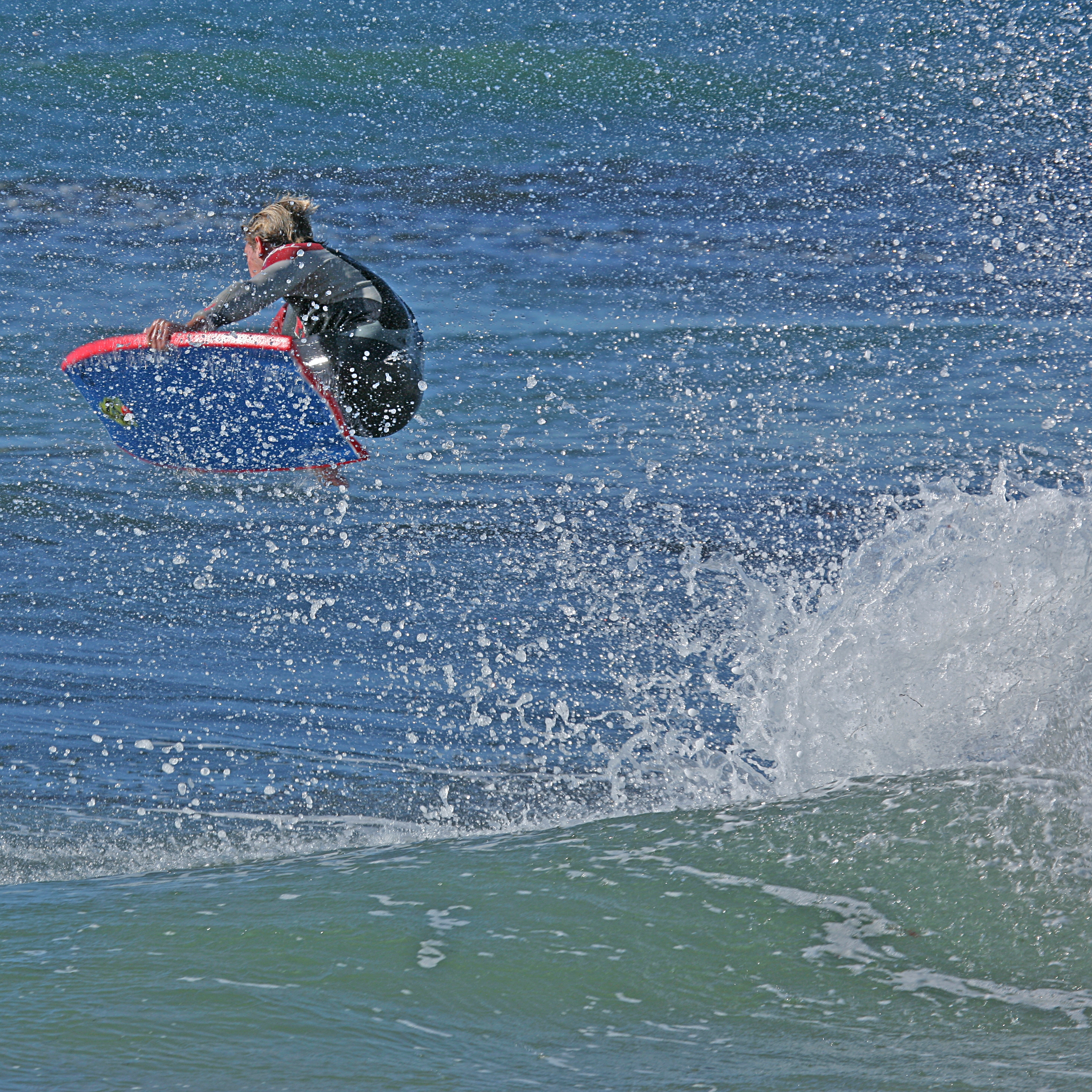
DropKnee

Prone se refiere cuando uno se desliza con la tabla apoyando su estómago en ella. Cuando el bodyboarder se dirige hacia la izquierda, coloca su mano izquierda en la esquina superior izquierda del nose y coloca su mano derecha a la mitad del canto derecho de la tabla. Sería lo opuesto yendo hacia la derecha. Mike Stewart es responsable de establecer el estándar y la progresión del estilo prone. La mayoría de las maniobras básicas que le pertenecen, también fueron inventadas por él.

### Dropknee
Dropknee o DK es cuando uno coloca su aleta sobre la parte delantera de la tabla, y la rodilla opuesta en el extremo inferior de la tabla. El Dropknee fue pionero por primera vez a finales de la década de 1970 por el hawaiano Jack "The Ripper" Lindholm. Durante los años 80 y principios de los 90, el DK estaba ganando popularidad. Con riders como Paul Roach, Kainoa McGee y Keith Sasaki empujando los límites de lo que se podía hacer en un bodyboard, no era de extrañar que los que estaban empezando comenzasen a copiar.

### Stand-up

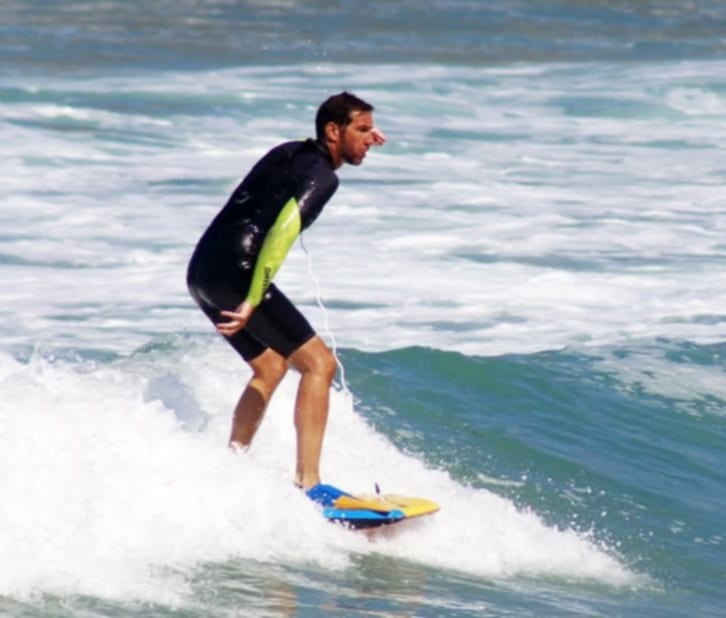
Stand Up bodyboarding

Stand-up consiste en ponerse de pie sobre la tabla y realizar trucos tanto en la pared de la ola como en el aire. Si bien no es tan popular como los otros dos estilos de bodyboarding, habría que destacar tres figuras notables que lo popularizaron: Danny Kim, Cavin Yap y Chris Won Taloa.

## Historia

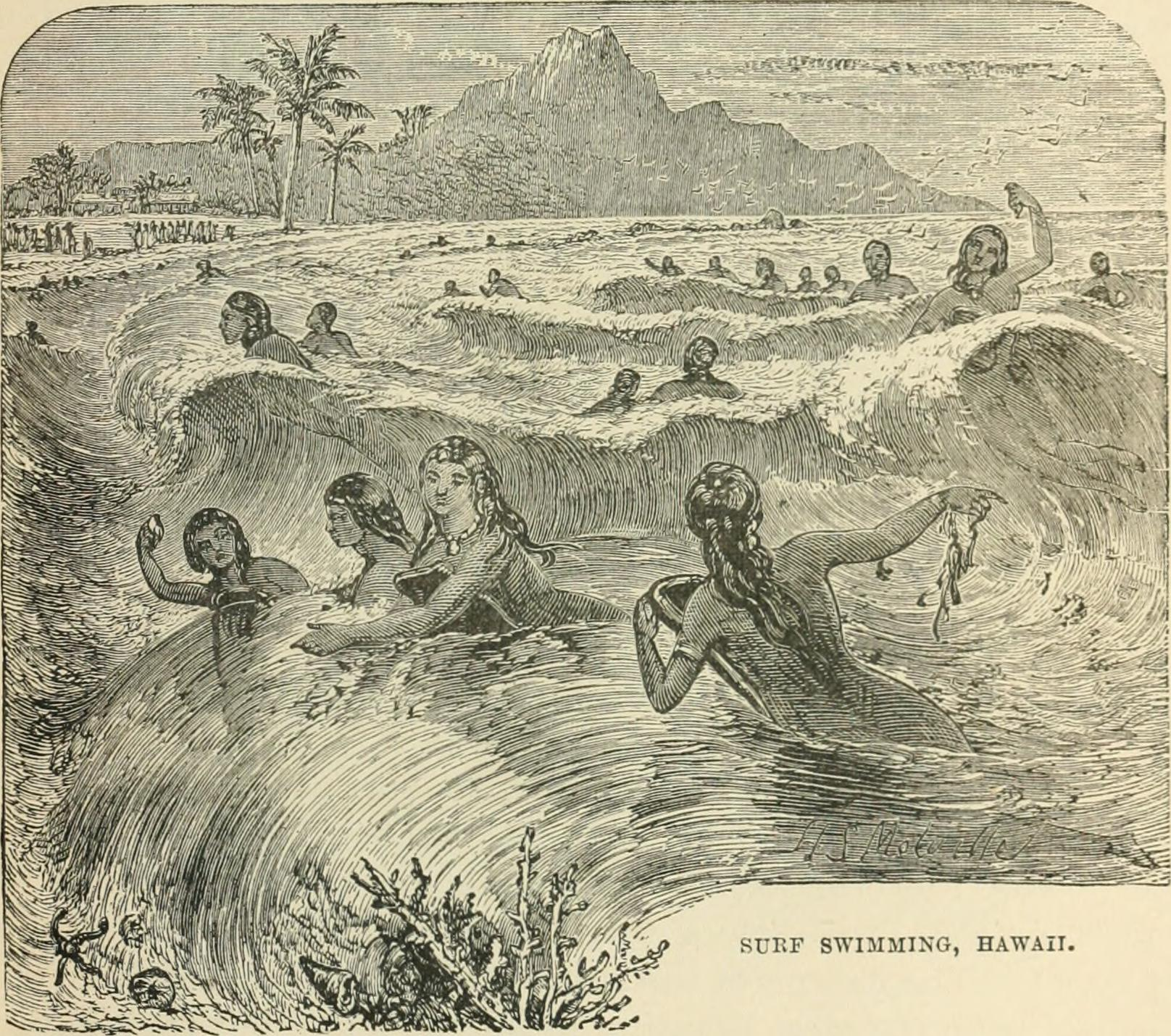
Hawaianos practicando bodyboard.

El bodyboard tiene sus orígenes en la más temprana forma de deslizamiento sobre una ola, si exceptuamos el bodysurfing. Diarios de 1780 del Capitán Cook describen como los hombres y mujeres en Hawái cabalgaban las olas sobre tablas de madera obtenidas del árbol de la Acacia koa, originario de ese archipiélago, llamándoles a estas tablas "alaia".

"...a diversion most common is upon the Water, where there is a very great Sea, & surf breaking on the Shore. The Men sometimes 20 or 30 go without the Swell of the Surf, & lay themselves flat upon a wave.

Siendo Tom Morey el primero en emplear una tabla de bodyboard cuando su tabla de surf se partió a la mitad surfeando una de las mejores olas en Hawái, utilizando la única parte que flotaba a su lado para coger una ola y salir hacia la orilla. Más tarde, en los 90, se produjo otra revolución en este deporte. Bodyboarders como Guilherme Tamega, Michael Eppelstun o Ben Holland llevaron las acrobacias o maniobras desarrolladas hasta entonces a sus cotas más radicales. Llegándose incluso a desarrollar nuevas maniobras impensables hasta entonces, como Air Roll Spin (ARS, aéreo rolo 3-sesenta) y el doble rolo de Michael Eppelstun.

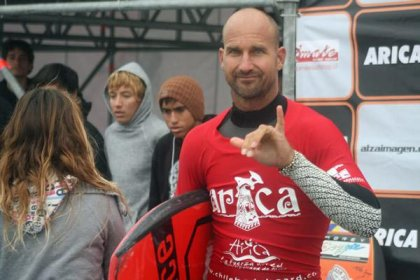
Mike Stewart en Arica, Chile.

Hoy en día, el panorama mundial del bodyboard está representado por nombres como los hawaianos Mike Stewart (9 veces campeón del mundo y pionero de este deporte, a día de hoy todavía entre la élite), Jeff Hubbard (revolucionario bodyboarder por su facilidad y espectacularidad para realizar maniobras aéreas), Spencer Skipper (reconocido como digno sucesor de Mike Stewart por su elegante estilo deslizándose) y el brasileño Gillherme Tamega (reconocido por la participación en el desarrollo en este deporte y por su radicalidad). Cabe destacar también, debido a su radicalidad y su afición por las monstruosas olas de arrecife australianas, un nutrido grupo de australianos formado por nombres como Ryan Hardy, Mitch Rawlins, Dave Winchester, Ben Player, Brenden Newton y Damian King. 
Sin olvidar también a los actuales, Pierre Louis Costes, Amaury Laverhne, Ian Campbell, Jared Houston, Andre Botha, Jacob Romero, Antonio Cardoso, Alan Muñoz, Alex Uranga, Michael Novy, Shane Ackerman, Yeray Martinez.
Phylis Dameron fue la primera mujer en andar en la gran bahía de Waimea en un bodyboard a fines de la década de 1970. Durante la década de 1990 en Brasil, Mariana Nogueira, Glenda Koslowski y Stephanie Petterson establecieron estándares que llevaron al bodyboard femenino a un nivel de clase mundial. Stephanie Petterson ganó el primer Campeonato Mundial de Bodyboard Femenino en Pipeline en 1990. Fue el primer evento femenino celebrado allí e inició el evento deportivo de olas femeninas de más larga duración en el mundo. 2009 marcó el 20 aniversario del evento.

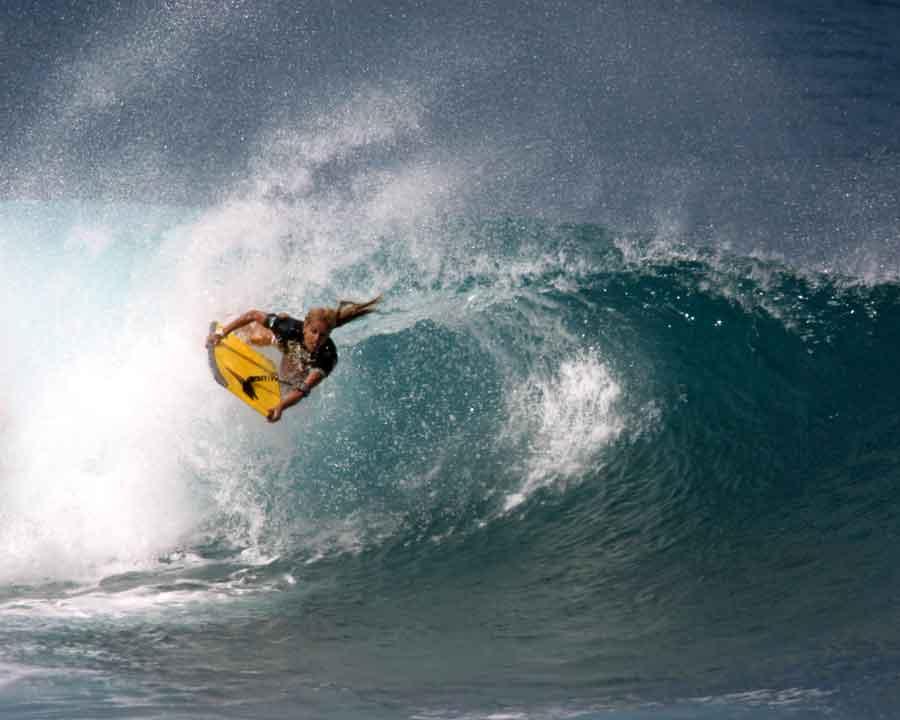
Daniela Freitas haciendo Rollo en Pipeline.

El bodyboard femenino está en auge y cada vez son más los nombres de mujeres que se hacen un hueco en este deporte, como pueden ser Isabela Sousa, Joana Schenker, Alexandra Rinder, Neymara Carvalho, Eunate Aguirre, Valentina Día, Ayaka Suzuki, Sari Ohara y muchas más.
A las personas que practican este deporte, se les denomina como "riders" o también se les conoce comúnmente como "corcheros", y a la tabla se le apoda "corcho" en referencia al parecido que a primera vista tiene el material de las tablas de bodyboard con el corcho.

## Maniobras

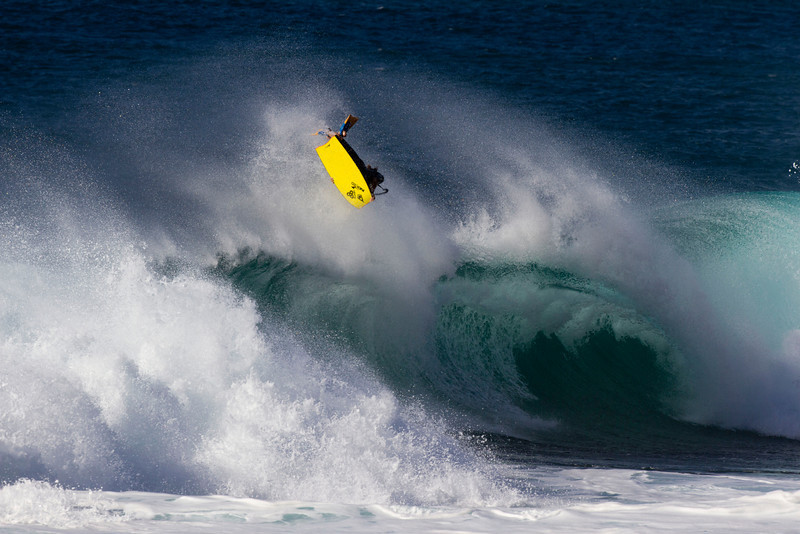
Michael Novy haciendo un Air reverse 360 en Oahu.

Es un deporte que requiere de mucha explosividad en momentos muy concretos, gran equilibrio, fuerza y una rápida lectura de la ola, ya que las maniobras más codiciadas son las que se realizan en el aire, exceptuando el tubo.
Las principales maniobras son "el rollo", Spin 360°, reverse spin 360°, Invert, ARS (Air Roll Spin), Air reverse 360°, Backflip, Cutback,  y al igual que en el Surf lo más deseado es el Tubo ó Barrel. Aparte de las aquí citadas hay bastantes más maniobras que se llevan a cabo.
Los bodyboarders han sido acreditados como pioneros en algunas de las ubicaciones de surf más pesadas y renombradas del mundo: Teahupo'o, Polinesia Francesa; Shark Island, Australia; El Frontón,(Islas Canarias, España); Cyclops, Australia; Ours, Australia; Luna Park, Australia;

## Competiciones y resultados
- Gira Mundial de Bodyboard de la APB (Asociación de Bodyboarders Profesionales).
- Campeonato Mundial de Bodyboard de la ISA (Asociación Internacional de Surf).